# Palabras más, palabras menos
Palabras más, palabras menos es el tercer y último disco del grupo de rock hispano-argentino Los Rodríguez. Fue publicado en 1995 por la discográfica Dro East West (Warner), con la producción de Joe Blaney, Los Rodríguez y Walter Chacón. En "Mucho mejor" colabora el cantante de Los Ronaldos, Coque Malla. Es considerado uno de los trabajos discográficos más rutilantes de la década del 90.

## Listado de canciones
| Palabras Más, Palabras Menos |                                     |                                                            |          |  |
| N.º                          | Título                              | Escritor(es)                                               | Duración |  |
| 1.                           | «Milonga del marinero y el capitán» | Ariel Rot                                                  | 3:26     |  |
| 2.                           | «Palabras más, palabras menos»      | Andrés Calamaro                                            | 3:30     |  |
| 3.                           | «Aquí no podemos hacerlo»           | Andrés Calamaro                                            | 4:37     |  |
| 4.                           | «Todavía una canción de amor»       | Letra: Joaquín Sabina Música: Andrés Calamaro              | 4:50     |  |
| 5.                           | «Para no olvidar»                   | Andrés Calamaro                                            | 4:21     |  |
| 6.                           | «El tiempo lo dirá»                 | Andrés Calamaro · Ariel Rot                                | 3:58     |  |
| 7.                           | «En un hotel de mil estrellas»      | Andrés Calamaro                                            | 4:17     |  |
| 8.                           | «Mucho mejor» (con Coque Malla)     | Ariel Rot                                                  | 3:53     |  |
| 9.                           | «La puerta de al lado»              | Letra: Andrés Calamaro · Sergio Makaroff Música: Ariel Rot | 4:43     |  |
| 10.                          | «Una forma de vida»                 | Andrés Calamaro                                            | 2:37     |  |
| 11.                          | «Extraño»                           | Julián Infante                                             | 3:52     |  |
| 12.                          | «10 años después»                   | Andrés Calamaro                                            | 3:39     |  |
| 13.                          | «Algunos hombres buenos»            | Andrés Calamaro                                            | 5:40     |  |

(P) y (C) 1995 Warner Music Spain, S.A. / WEA International, Inc.